# Sabra (Argélia)
Sabra (em árabe: صبرة) (anteriormente Turenne, durante a colonização francesa) é uma cidade e comuna localizada na província de Tremecém, no noroeste da Argélia. Em 2008, sua população era de 28 555 habitantes.